# 쑹이 (배우)
쑹이(중국어 간체자: 宋轶, 정체자: 宋軼, 병음: Sòng Yì, 한자음: 송일, 1989년 10월 31일~)는 중화인민공화국의 배우이다. 
후베이성 징먼시에서 태어났다.

## 작품 목록

### 방송
- 경여년
- 소루우동풍
- 마랄여우적행복시광
- 전기대형
- 멀리 떨어진 사랑
- 췌서

### 영화
- 치자나무 꽃 핀다 (2015년)
- 위장자 : 감춰진 신분 (2015년) - 우만려 역
- 낯선 집 (2015년) - 나나 역
- 지요니과득비아호 (2012년)